# Вікторьяно Легісамон
Вікторьяно Легісамон (ісп. Victoriano Leguizamón, 23 березня 1922, Консепсьйон — 7 квітня 2007) — парагвайський футболіст, що грав на позиції півзахисника, зокрема, за клуби «Бока Хуніорс» та «Олімпія» (Асунсьйон), а також національну збірну Парагваю.

## Клубна кар'єра
У футболі дебютував 1938 року виступами за команду «Індепенденсія» (Консепсьйон), в якій провів два сезони. 
Згодом з 1941 по 1949 рік грав у складі команд «Рівер Плейт» (Асунсьйон), «Пуерто Пінаско», «Лібертад» та «Кільмес».
Своєю грою за останню команду привернув увагу представників тренерського штабу клубу «Бока Хуніорс», до складу якого приєднався 1949 року. Відіграв за команду з Буенос-Айреса наступний сезон своєї ігрової кар'єри.
1950 року перейшов до клубу «Олімпія» (Асунсьйон), за який відіграв 6 сезонів. Завершив професійну кар'єру футболіста виступами за команду «Олімпія» (Асунсьйон) у 1956 році.

## Виступи за збірну
1950 року дебютував в офіційних матчах у складі національної збірної Парагваю. Протягом кар'єри у національній команді провів у її формі 19 матчів.
У складі збірної був учасником чемпіонату світу 1950 року у Бразилії, де зіграв зі Швецією (2-2) та Італією (0-2).
Був учасником двох чемпіонатів Південної Америки: 1953 року у Перу, де виборов титул континентального чемпіона, 1956 року в Уругваї.
Помер 7 квітня 2007 року на 86-му році життя.

## Титули і досягнення
- Чемпіон Парагваю (2):

«Лібертад»: 1945
«Олімпія» (Асунсьйон): 1956
- Переможець чемпіонату Південної Америки (1): 1953